# Joël Mergui

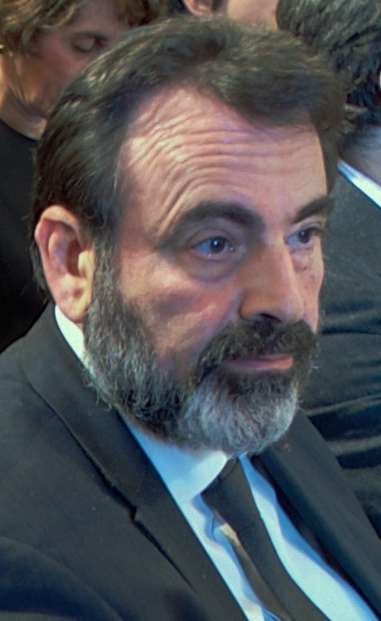
Joël Mergui (2015).

Joël Mergui  (* 25. Februar 1958 in Meknès, Marokko) ist ein französischer Arzt und jüdischer Funktionär. Er ist derzeit Präsident des Consistoire central israélite (CCI).

## Leben
Mergui studierte Medizin und wurde 1982 an der Universität Paris V promoviert. Er arbeitet als Dermatologe im 13. Arrondissement in Paris. Am 14. April 2006 wurde Mergui zum Ritter der Ehrenlegion ernannt.
Mergui ist seit 2008 Präsident des Consistoire central israélite (CCI). Für die damalige Wahl zum Consistoire central israélite standen zwei Kandidaten zur Verfügung: Mergui als Präsident des Consistoire Paris und Zwi Ammar, Präsident des Consistoire Marseille; beide waren Vize-Präsidenten des Consistoire central. Paris und Marseille gelten als die beiden größten jüdischen Gemeinden Frankreichs. Mergui gewann 2008 die Wahl und wurde 2012 wiedergewählt.
Er wurde vom seinerzeitigen französischen Staatspräsidenten Nicolas Sarkozy am 6. März 2012 für die Bereiche Soziales und Gesundheit für die Amtszeit von zwei Jahren zum assoziierten Mitglied („personnalité associée“) des Conseil économique, social et environnemental (CES) ernannt.

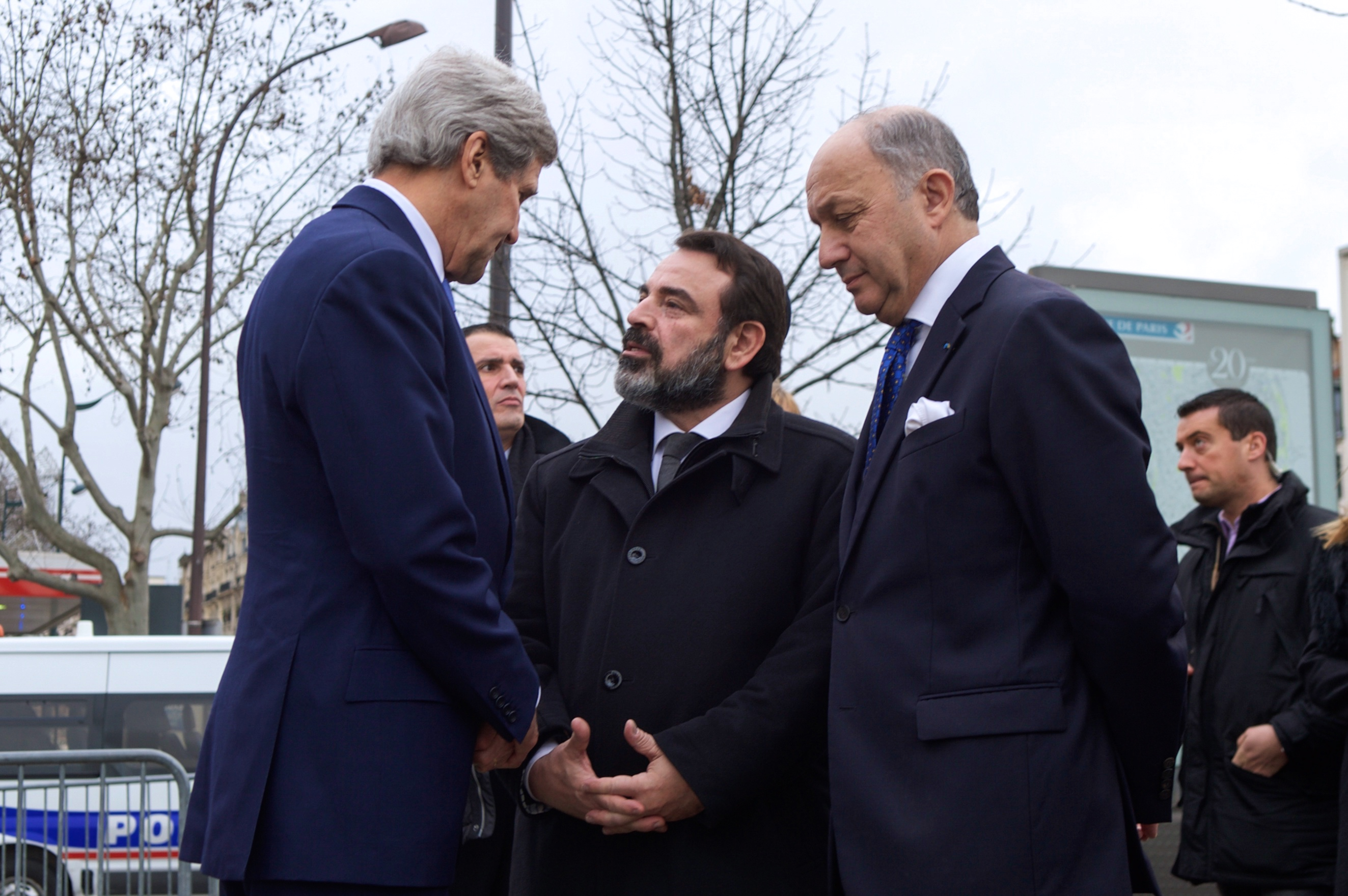
Mergui, John Kerry sowie Laurent Fabius nach der Geiselnahme an der Porte de Vincennes (Januar 2015).

Nach der Geiselnahme an der Porte de Vincennes am 9. Januar 2015 hielt Mergui zusammen mit dem Oberrabbiner die Zeremonie in der Großen Synagoge in Paris für die ermordeten Juden ab. Zuvor hatte Mergui in seiner Funktion als Präsident des CCI den US-Außenminister John Kerry und den französischen Außenminister Laurent Fabius empfangen.

## Schriften (Auswahl)
- Sarcoïdose, hypertension portale et hypertension artérielle pulmonaire: à propos d’un cas unique. (= Dissertation, Universität Paris 1982). OCLC 465001613.
- (Hrsg.): Á la mémoire des déportés juifs des Hauts-de-Seine. Conseil des communautés juives des Hauts-de-Seine / Conseil général des Hauts-de-Seine, Direction des archives départementales, Montrouge / Nanterre 2005, OCLC 690628513.